# Khai thác dầu khí

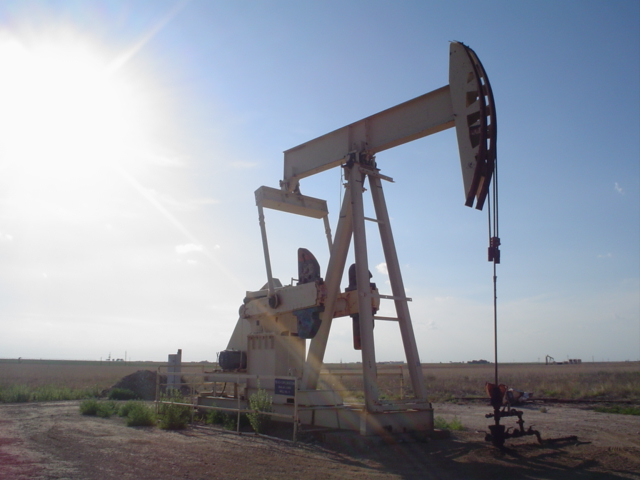
Pumjack dầu ở giếng dầu tại Texas

Khai thác dầu khí là quá trình khai thác dầu khí có thể sử dụng từ dưới lòng đất.

## Định vị mỏ dầu
Các nhà địa chất học sử dụng khảo sát địa chấn để tìm kiếm các cấu trúc địa chất có thể tạo thành các bể chứa dầu. Các phương pháp "cổ điển" bao gồm việc tạo ra một vụ nổ dưới lòng đất gần đó và quan sát phản ứng địa chấn, cung cấp thông tin về cấu trúc địa chất dưới mặt đất. Tuy nhiên, phương pháp "thụ động" mà lấy thông tin từ sóng địa chấn tự nhiên cũng được sử dụng.
Các dụng cụ khác như máy đo trọng lực và từ kế cũng được sử dụng trong việc tìm kiếm dầu khí. Chiết xuất dầu thô thường bắt đầu bằng việc đào các giếng khoan tới một bể chứa ngầm. Khi một giếng dầu đã được khai thác, một nhà địa chất sẽ theo dõi nó từ giàn khoan. Trong lịch sử tại Hoa Kỳ, một số mỏ dầu có dầu dâng lên đến bề mặt một cách tự nhiên, nhưng hầu hết các mỏ này đã từ lâu được sử dụng hết từ lâu, ngoại trừ ở một số mỏ tại Alaska. Thường thì rất nhiều giếng dầu (gọi là giếng đa phương) được khoan vào bể chứa đó, để bảo đảm tốc độ khai thác sẽ có hiệu quả kinh tế. Và một số giếng (giếng thứ cấp) có thể được sử dụng để bơm nước, hơi nước, axit hoặc hỗn hợp khí khác nhau vào hồ chứa để tăng hoặc duy trì áp suất bẻ để duy trì tốc độ khai thác kinh tế.

## Khoan
Các giếng dầu được tạo ra bằng cách khoan một lỗ dài vào trái đất với một giàn khoan dầu. Một ống thép (vỏ) được đặt trong các lỗ, để cung cấp cấu trúc chắc chắn cho giếng mới khoan. Sau đó các lỗ được tạo ra ở đế giếng để giúp dầu đi vào giếng khoan. Cuối cùng, một loạt các van còn được gọi là "cây thông noel" được gắn vào phía trên, các van điều chỉnh áp suất và kiểm soát dòng chảy.

## Khai thác và thu hồi dầu

### Thu hồi dầu cơ bản
Trong giai đoạn thu hồi dầu cơ bản, sự biến đổi của bể chứa đến từ một số cơ chế tự nhiên. Bao gồm: nước di chuyển dầu vào giếng dầu, sự mở rộng của khí tự nhiên ở phía trên của bể chứa, khí mở rộng ban đầu hòa tan trong dầu thô, và hệ thống hút nước trọng lực do dầu di chuyển từ phần cao đến phần thấp của bể chứa nơi có giếng khoan. Tỉ lệ dầu thu hồi dược trong giai đoạn cơ bản thường là là 5-15%.

Trong khi áp lực ngầm trong hồ chứa dầu là đủ để đẩy dầu lên bề mặt, tất cả những gì cần thiết là phải đặt một bộ van được sắp xết một cách phức tạp trên miệng giếng để kết nối tốt với mạng lưới đường ống dẫn dầu để lưu trữ và xử lý. Đôi khi bơm, như máy bơm hơi và máy bơm điện chìm, được sử dụng để đưa dầu lên bề mặt; chúng được biết đến là hệ thống nâng nhân tạo.

### Thu hồi dầu bậc hai
Trong suốt thời gian sử dụng giếng dầu, áp suất giảm và có khi không có đủ áp suất ngầm để đưa dầu lên bề mặt. Sau khi biến đổi bế chứa bằng cách tự nhiên giảm đi, phương pháp thu hồi cấp hai được áp dụng. Nó dựa vào nguồn cung cấp năng lượng bên ngoài truyền vào bể chứa bằng các hình thức bơm chất lỏng để tăng áp suất bể chứa, do đó thay thế hoặc tăng cường hoạt động tự nhiên của bể chứa bằng cơ cách nhân tạo. Kỹ thuật phục hồi cấp hai làm tăng áp suất của bể chứa bằng bơm nước, bơm lại khí và nâng khí, nghĩa là bơm không khí, cacbon dioxide hoặc một số chất khí khác vào đáy giếng dầu đang hoạt động, giảm khối lượng riêng tổng thể của chất lỏng trong giếng khoan. Tỷ lệ thu hồi dầu điển hình từ các hoạt động bơm nước là khoảng 30%, tùy thuộc vào tính chất của dầu và các đặc tính của đá chứa. Trung bình, tỷ lệ dầu thu hồi sau hai phương pháp cơ bản và cấp hai khoảng 35 đến 45%.

### Tăng cường thu hồi dầu

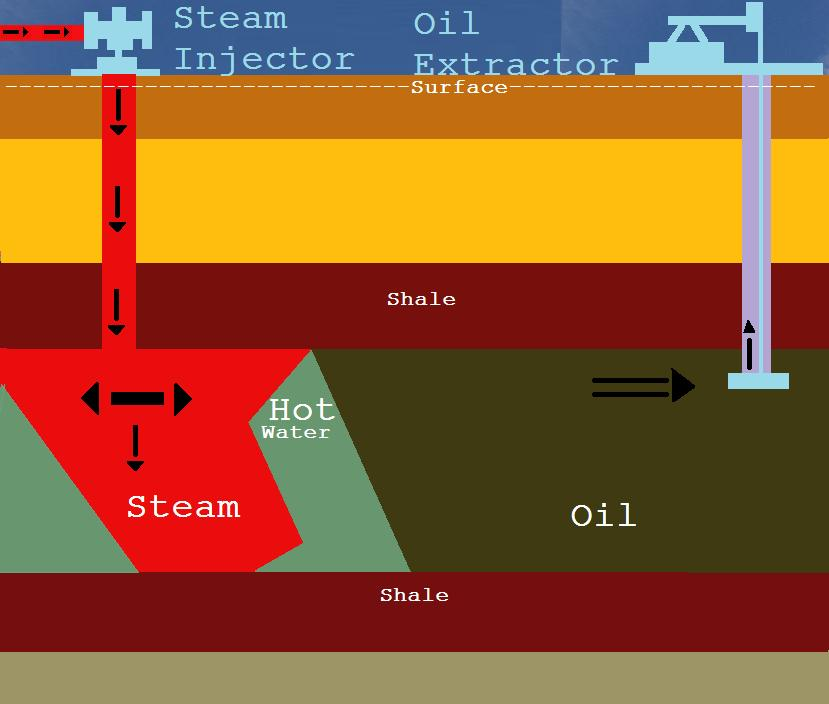
Hơi được bơi vào nhiều mỏ dầu nơi mà dầu dầy hơn và nặng hơn dầu thô

Phương pháp thu hồi dầu tăng cường, hay còn gọi là phương pháp thu hồi dầu bậc ba, tăng tính di động của dầu để tăng sản lượng khai thác.
Phương pháp thu hồi dầu nhiệt tăng cường là kỹ thuật đốt nóng dầu, làm giảm độ nhớt của nó và khai thác dễ dàng hơn. Phun hơi nước là hình thức tăng cường thu hồi dầu nhiệt phổ biến nhất, và nó thường được thực hiện qua một nhà máy đồng phát. Loại nhà máy đồng phát này sử dụng tuabin khí để tạo ra điện và nhiệt thải ra được sử dụng để sản xuất hơi nước, sau đó nó được bơm vào bồn chứa. Đây là hình thức thu hồi được sử dụng rộng rãi để tăng cường khai thác dầu ở thung lũng San Joaquin, nơi mà khai thác được loại dầu rất nặng, nhưng chỉ chiếm mười phần trăm sản lượng khai thác dầu của Hoa Kỳ. Bơm lửa cũng là một hình thức tăng cường thu hồi dầu, nhưng thay vì hơi nước, sau đó một phần dầu được đốt nóng tiếp tục đốt nóng dầu xung quanh đó.
Đôi khi, chất hoạt động bề mặt (chất tẩy rửa) được bơm vào để làm thay đổi độ căng bề mặt giữa nước và dầu trong bể chứa, di chuyển lượng dầu mà nếu không sẽ vẫn còn lại trong bể chứa dầu.

Một phương pháp khác để làm giảm độ nhớt là bơm cacbon dioxide.
Phương pháp thu hồi dầu cấp ba giúp tăng thêm 5% đến 15% lượng dầu của bể chứa thu hồi được. Trong một số mỏ dầu nặng ở California, phun hơi nước đã tăng gấp đôi hoặc thậm chí gấp ba lần trữ lượng dầu và lượng dầu thu hồi tối đa. 
Ví dụ, xem mỏ dầu Midway-Sunset, mỏ dầu lớn nhất của California.
Phương pháp thu hồi dầu cấp ba bắt đầu khi phương pháp thu hồi dầu cấp hai không đủ để tiếp tục khai thác, nhưng chỉ khi dầu còn đủ để khai thác có lãi. Điều này phụ thuộc vào chi phí của các phương pháp khai thác và mức giá hiện tại của dầu thô. Khi giá cao, giếng trước đó không có lợi nhuận được đưa trở vào sử dụng trở lại, và khi nó đang ở mức thấp, khai thác được giảm bớt.
Việc sử dụng các phương pháp thu hồi dầu vi khuẩn là một phương pháp phục hồi bậc ba. Sự pha trộn đặc biệt của các vi sinh vật được sử dụng để xử lý và phá vỡ các chuỗi hydrocarbon trong dầu, làm cho thu hồi dầu dễ dàng hơn. Nó cũng tiết kiệm hơn so với phương pháp thông thường khác. Ở một số tiểu bang như Texas, có những ưu đãi về thuế cho việc sử dụng các vi sinh vật tăng cường thu hồi dầu.

## Tỷ lệ thu hồi và các yếu tố
Lượng dầu có thể thu hồi được xác định bởi một số yếu tố, bao gồm độ thấm của đá, các sức mạnh tự nhiên (lượng khí, áp suất từ nước hoặc trọng lực), và độ nhớt của dầu. Khi đá chứa "chặt" như đá phiến sét, dầu thường không thể chảy qua, nhưng với loại đá thấm như đá cát kết, dầu chảy tự do.

## Ước tính lượng dầu thu hồi tối đa
Mặc dù không thể biết chắc khi nào giếng không khai thác được nữa, kỹ sư dầu khí thường ước tính lượng dầu thu hồi tối đa dựa trên dự đoán tỷ lệ suy giảm trong tương lai. Các mô hình, kỹ thuật toán học, và ước lượng  khác nhau được sử dụng.

## Đường dẫn ngoài
- Crude oil production: statistics by country Lưu trữ ngày 8 tháng 5 năm 2015 tại archive.today